# Mahé (Pondichery)
Mahé (Malayalam: മാഹി, tàmil: மாஹே) és una ciutat i consell municipal amb un territori de 9 km² rodejat per totes parts per territori de Kerala (antigament pel districte de Kannur i actualment pel districte de North Malabar sorgit de l'anterior) però forma part del territori de Puducherry (Pondichery). El nom oficial, poc conegut, és Mayyazhi (മയ്യഴി) en llengua local malayalam, que vol dir "cella de la mar". És una municipalitat i districte (el districte de Mahe està format per la municipalitat). Segons el cens del 2001 la seva població era de 36.823 habitants; la població el 1871 era de 8.492 habitants i el 1885 de 8.280. Es troba a uns 7 km de Tellicherry i a poca distància de la boca del riu Mahe.

## Nom
El nom Mahe li fou donat en honor de Bertrand François Mahé de La Bourdonnais (1699–1753), governador de l'Illa Maurici i un dels principals artífexs de l'establiment de l'Índia francesa, potser suggerit per la forma local, Mayyazhi (que sona com Mayye); un altre relat no obstant diu que el nom de Mahé el va adoptar el governador francès per la ciutat i no a l'inrevés.

## Història
Aquesta regió era anomenada com Kolathu Nadu i la formaven el Tulu Nadu, Chirakkal i Kadatha Nadu. La Companyia Francesa de les Índies Orientals la va adquirir el 1722 per un acord entre André Mollandin i el raja (boyanur) Vazhunnavar o Valunavar (literalment "Governant"); de Badagara (al mateix temps van obtenir un petit territori de 2,5 hectàrees del zamorin de Calicut que formen un exclavament de la ciutat) i va construir una fortalesa el 1724. Ocupada pels marathes fou reconquerida el 1741 per Mahé de La Bourdonnais. El 1752 van comprar al raja de Chirakkal els ports de Ramaturti, Kavai, Nileshwaram i Mattalye; i el 1754 li van comprar la muntanya Dilli.
Els britànics la van ocupar el febrer de 1761, retornant-la pel tractat de pau de París el 1763 però les instal·lacions als territoris comprats al raja de Chirakal, excepte a Dilli, havien estat arrasades. Poc després el raja de Mysore Haidar Ali va cedir la comarca de Naluthara com a regal a canvi d'ajut francès. Els britànics la van ocupar altre cop el 1779 i les fortificacions arrasades el 1782 i la ciutat cremada en gran part. Fou retornada als francesos el 1785. Per tercera vegada els britànics la van ocupar el 1793 i aquesta vegada la van conservar fins al 1815. Fou retornada físicament el 1816 junt amb la petita factoria o exclavament a Calicut
Llavors ja en decadència, va estar governada per un administrador dependent de Pondichery.
El 13 de juny de 1954 Mahe va esdevenir part de l'Índia de facto. El 7 de gener de 1963 es va formar el territori de Pondichery del que va passar a ser part pels acords amb França sobre respecte a la llengua i cultura franceses formalitzat a l'acord de 16 d'agost de 1963, esdevenint un districte d'aquest territori.

## Administració
La municipalitat de Mahe fou l'òrgan de govern local fins al 1978. Fou creada sota els francesos. Les seves funcions foren agafades per l'Oficial Executiu Regional que designava un president i vicepresident del consell municipal. Les autoritats del districte tenen principalment funcions fiscals. Les primeres eleccions al consell no es van fer fins al 2006 amb elecció de president i vicepresident El consell municipal està format per 3 zones (pockets) i 16 wards (equivalents a seccions o barris):
- Naluthara
  - Pandakkal (North)
  - Pandakkal (Centre)
  - Pandakkal (South)
  - Palloor (North-East)
  - Palloor (North-West)
  - Palloor (South-West)
  - Palloor (South-East)
  - Chalakkara (North)
  - Chalakkara (South)
  - Chembra
- Cherukallayi 
  - Cherukallayi
- Mahe 
  - Mundock
  - Manjakkal
  - Choodikotta
  - Parakkal
  - Valavil

## Llocs interessants
- Sainte Therese, església catòlica
- Temple de Puthalam
- Parc Tagore
- Water Sports Complex o Boat House a la propera Manjakkal
- Temple Mandola (Kavu)